# Comuna Lidköping
Lidköping (Lidköpings kommun) este o comună din comitatul Västra Götalands län, Suedia, cu o populație de 38.414 locuitori (2013).

## Geografie

### Zone urbane
Lista celor mai mari zone urbane din comună (anul 2015) conform Biroului Central de Statistică al Suediei:
| Nr | Zona urbană     | Pop.   |
| -- | --------------- | ------ |
| 1  | Lidköping       | 22.988 |
| 2  | Lidköping norra | 3.819  |
| 3  | Vinninga        | 1.033  |
| 4  | Järpås          | 789    |
| 5  | Filsbäck        | 689    |
| 6  | Örslösa         | 322    |
| 7  | Saleby          | 212    |

## Demografie
| \| Evoluția demografică în comuna Lidköping, 1970–2015 \| Evoluția demografică în comuna Lidköping, 1970–2015 \| Evoluția demografică în comuna Lidköping, 1970–2015 \| Evoluția demografică în comuna Lidköping, 1970–2015 \| Evoluția demografică în comuna Lidköping, 1970–2015 \| \| ----------------------------------------------------------------------------------------------------- \| --------------------------------------------------- \| --------------------------------------------------- \| --------------------------------------------------- \| --------------------------------------------------- \| \| An \| \| \| Locuitori \| \| \| 1970 \| 1970 \| \| 34916 \| 34916 \| \| 1975 \| 1975 \| \| 34625 \| 34625 \| \| 1980 \| 1980 \| \| 35061 \| 35061 \| \| 1985 \| 1985 \| \| 35212 \| 35212 \| \| 1990 \| 1990 \| \| 35801 \| 35801 \| \| 1995 \| 1995 \| \| 36769 \| 36769 \| \| 2000 \| 2000 \| \| 36802 \| 36802 \| \| 2005 \| 2005 \| \| 37380 \| 37380 \| \| 2010 \| 2010 \| \| 38048 \| 38048 \| \| 2015 \| 2015 \| \| 39009 \| 39009 \| \| Sursa: SCB - Statistika Centralbyrån, Folkmängd efter region, civilstånd, ålder och kön. År 1968–2016 \| \| \| \| \| |      |  |           |       |
| Evoluția demografică în comuna Lidköping, 1970–2015 |      |  |           |       |
| An |      |  | Locuitori |       |
| 1970 | 1970 |  | 34916     | 34916 |
| 1975 | 1975 |  | 34625     | 34625 |
| 1980 | 1980 |  | 35061     | 35061 |
| 1985 | 1985 |  | 35212     | 35212 |
| 1990 | 1990 |  | 35801     | 35801 |
| 1995 | 1995 |  | 36769     | 36769 |
| 2000 | 2000 |  | 36802     | 36802 |
| 2005 | 2005 |  | 37380     | 37380 |
| 2010 | 2010 |  | 38048     | 38048 |
| 2015 | 2015 |  | 39009     | 39009 |
| Sursa: SCB - Statistika Centralbyrån, Folkmängd efter region, civilstånd, ålder och kön. År 1968–2016 |      |  |           |       |